# Lagraulet-Saint-Nicolas
Lagraulet-Saint-Nicolas è un comune francese di 236 abitanti situato nel dipartimento dell'Alta Garonna nella regione dell'Occitania.

## Società

### Evoluzione demografica
Abitanti censiti